# 虹彩六號：圍攻行動幹員列表
本條目為育碧蒙特婁開發之遊戲《彩虹六號：圍攻行動》中可操控幹員列表。
遊戲的首發可操控特勤幹員共有20名，此後透過追加下载内容增加新角色。幹員分為攻堅據點的攻擊方、與守護據點的防守方，每位幹員皆配備一把主要武器（主要為突擊步槍、散彈槍、衝鋒鎗、精確射手步槍和轻机枪，有些幹員為防彈盾牌）、一把次要武器（主要為手槍和全自動手槍，少數為散彈槍）、一個道具和一個角色特殊技能，並且擁有不同的速度值與護甲值。每一個隊伍也可以選擇使用新進人員（Recruit），不同於正式特勤幹員的一點是，新進人員不能客制化枪械，虽然配備兩個道具但沒辦法使用任何特殊技能。
在2017年科隆游戏展期间，《彩虹六号：围攻》的品牌总监Alexander Remy在接受德国游戏媒体GameStar的采访时表示：
|  | 我们认为，彩虹六号中应当有100名干员，不过，开发团队准备如何设计新的技能呢？他们如何保证新技能不只是对原先的技能进行微调？最重要的是，每一名干员都应当是独特的。 |

|  | 我已经见到了20多个新角色的原型设计了，它们中的每一个都能为游戏带来全新而独特的体验。因此，真正的挑战在于平衡新的独特游戏元素，同时不打破现有的战术体系。 |

## 進攻方
- Thatcher：本名麥可．貝克(Mike Baker)，出生於英格蘭百德弗。虹彩小隊中第三年長的幹員（1961年出生），戰鬥經驗豐富，曾參加過伊朗大使館包圍戰、鵝綠戰爭（英语：Battle of Goose Green）等戰爭，個性玩世不恭，其配備「EG MKO電磁脈衝手榴彈」可用以讓範圍內敵方電子設備、瞄準鏡、雷射瞄準器等暫時癱瘓。
  - 所屬組織：英國空降特勤隊 SAS
  - 主武器：AR33、M590A1、L85A2
  - 副武器：P226 Mk25
  - 战术装备：人員殺傷地雷、爆破炸藥
  - 在遊戲《火線獵殺：絕境》中的DLC「琥珀天色行動」也有出現。
  - 代號來自前英國首相柴契爾夫人，Thatcher任內參加的許多SAS行動皆是柴契爾夫人下令的。

- Ash：本名伊莉莎．寇恩(Eliza Cohen)，出生於以色列耶路撒冷。曾為以色列國防軍的機械維修與拆彈人員，其配備「M120 輕型步槍用破口彈」可從遠處發射並用爆炸破壞可破壞的物體。
  - 所屬組織：美國聯邦調查局特種武器和戰術部隊 FBI SWAT
  - 主武器：G36C、R4-C（英语：Remington GPC）
  - 副武器：M45 MEUSOC、5.7 USG
  - 战术装备：人員殺傷地雷、爆破炸藥
  - 是目前唯一擁有三套菁英造型的特勤幹員。
  - 在遊戲《火線獵殺：絕境》中的DLC「琥珀天色行動」也有出現。
  - 代號來自英語的灰燼。

- Thermite：本名喬丹．崔斯(Jordan Trace)，出生於德州普萊諾。曾參加過兩次伊拉克戰爭，非常守紀律、有秩序。手臂上有燒傷並用繃帶纏住，來自於和Aruni在曼谷的一次行動中被炸彈燒傷。其配備「煉獄火 BC-3 放熱炸藥」為鋁熱炸藥可用以破壞加固的牆面與天花板。
  - 所屬組織：美國聯邦調查局特種武器和戰術部隊 FBI SWAT
  - 主武器：M1014、556XI
  - 副武器：M45 MEUSOC、5.7 USG
  - 战术装备：閃光手榴彈（英语：M84 stun grenade）、煙霧手榴彈
  - 同時隸屬於虹彩都市戰術反應部隊（GSUTR）
  - 代號來自英語的鋁熱劑。

- Twitch：本名艾曼紐．碧尚(Emmanuelle Pichon)，出生於法國南錫。複雜機械系統和機械運作專家，其配備2台「RSD 第1型無人攻擊機」可以用來破壞敵方電子物品或攻擊人員，每台一開始具有三次電擊的機會，電擊可以無限次衝能，電防守方的特勤幹員時只能造成1點傷害。Twitch的無人攻擊機在操作時幾乎不會產生噪音，因此比普通無人機有較高的隱匿性。
  - 所屬組織：法國國家憲兵干預組 GIGN
  - 主武器：F2、417、SG-CQB
  - 副武器：P9、LFP586
  - 战术装备：煙霧手榴彈（英语：M18 smoke grenade）、人員殺傷地雷
  - Twitch的無人機是由《火線獵殺》中的斯凱爾科技（Skell Technology）幫忙製作的。
  - 在遊戲《火線獵殺：野境》中的DLC「大天使行動」也有出現。
  - 代號來自英語的抽動。

- Montagne：本名吉爾．圖雷(Gilles Touré)，出生於法國波爾多。受同伴信賴，可輕易掌控複雜的局面，曾經參加過1994年法航劫機事件，其配備「堅石」為一伸縮護盾，可提供全面性的正面防禦並吸收約80%的爆炸傷害，但開啟時自身無法使用武器。
  - 所屬組織：法國國家憲兵干預組 GIGN
  - 主武器：堅石護盾
  - 副武器：P9、LFP586
  - 战术装备：煙霧手榴彈（英语：M18 smoke grenade）、硬突破炸藥、衝擊電磁脈衝手榴彈
  - 因為盾牌的關係，Montagne的跑速比一般的三甲幹員還要在慢一些。
  - 代號來自法語的山。

- Glaz：本名鐵木兒．格拉茲柯夫(Timur Glazkov)，出生於俄羅斯海參崴。富有耐心且注重細節，做風小心謹慎與精確，曾參加南奧塞梯戰爭行動，其配備「HDS 折疊式瞄準鏡」為一安裝於其狙擊步槍上方的热成像瞄準鏡，可穿過煙霧看見敵人以提供Glaz遠距瞄準的準度，但持續移動時，熱成像效果將會慢慢減弱。狙擊步槍的子彈可直接穿透總統專機的窗戶。
  - 所屬組織：俄羅斯阿尔法小队 Spetsnaz
  - 主武器：OTs-03
  - 副武器：PMM、GONNE-6、Bearing 9
  - 战术装备：破片手榴彈、煙霧手榴彈（英语：M18 smoke grenade）
  - 代號來自俄語的眼睛。

- Fuze：本名舒瑞．凱西巴耶夫(Shuhrat Kessikbayev)，出生於烏茲別克撒馬爾罕。專業工匠與工藝專家，個性生硬不苟言笑，也是虹彩小隊裡俄文口音最重的。其配備「AMP-6『俄羅斯娃娃』」可固定在牆面、地板或Castle的防護板上後朝另一側射出五颗小型手榴彈。由於其道具所發射出的榴彈與遊戲中另一個道具-C4的傷害衰竭距離不差太多，而且其傷害也能讓牆後的敵人非死即傷，因此在許多玩家聽到“咚咚咚”的聲音時，玩家會迫於心裡壓力而被迫離開點位，容易讓攻方輕鬆造成破口。Fuze的裝備也可以在加固牆面上施放，但這樣會產生一個小孔讓防守方可以先行破壞此裝備，停止手榴彈發射。
  - 所屬組織：俄羅斯阿尔法小队 Spetsnaz
  - 主武器：防彈護盾、6P41、AK-12
  - 副武器：GSH-18、PMM
  - 战术装备：爆破炸藥、硬突破炸藥
  - 代號來自英語的引信。

- Blitz：本名艾力亞斯．科茨(Elias Kötz)，出生於德國不來梅。曾為傑出的運動員，非常注重團隊，但個性十分古怪，曾任職於德國快速部隊師，其配備「G52 戰術護盾」為一附加閃光裝置的防彈盾，可用來眩盲敵人，在Mute的訊號干擾範圍內無法使用，每次使用之間有7秒的冷卻時間。Blitz手持盾牌時可以將盾牌擋在前方進行衝鋒。
  - 所屬組織：德國聯邦警察第九國境守備隊 GSG9
  - 主武器：閃光護盾
  - 副武器：P12
  - 战术装备：爆破炸藥、煙霧手榴彈（英语：M18 smoke grenade）
  - 代號來自德語的閃電。

- IQ：本名莫妮卡．魏斯(Monika Weiss)，出生於德國萊比錫。麻省理工學院畢業後加入德國聯邦警察，為一聰明絕頂的科技電子專家，其配備「RED MK III『幽靈』」可無視障礙物偵測距離20公尺內的敵方電子裝置。啟動時僅可用手槍。此裝備會在螢幕上顯示偵測到的敵方裝備為何。
  - 所屬組織：德國聯邦警察第九國境守備隊 GSG9
  - 主武器：AUG A2、552 Commando、G8A1
  - 副武器：P12
  - 战术装备：爆破炸藥、人員殺傷地雷
  - 代號來自德語和英語的智商。

- Buck：本名賽巴斯汀．柯提(Sébastien Côté)，出生於魁北克省蒙特婁。曾任職於加拿大陸軍憲兵隊（英语：Canadian Forces Military Police）、皇家騎警等職務，非常務實，其配備「SK 4-12『萬能鑰匙』」為一附掛於主要武器下方的攻堅用霰彈槍，若用來突破未加固牆面可以輕鬆打出讓人能穿過大小的突破口。
  - 所屬組織：加拿大第二聯合特遣部隊 JTF2
  - 主武器：C8-SFW（英语：Colt 933）、CAMRS（英语：L1A1 Self-Loading Rifle）
  - 副武器：MK1 9mm
  - 战术装备：硬突破炸藥、閃光手榴彈（英语：M84 stun grenade）
  - 代號來自英語的雄鹿，或指獵鹿時用的鹿彈。

- Blackbeard：本名克雷格．詹森(Craig Jenson)，出生於華盛頓州貝爾維尤。畢生都致力於加入海豹部隊，嚮往海豹部隊的衝勁與紀律，其配備「TARS Mk 0 透明步槍盾牌」為一加裝於主要武器上的透明盾牌，可用以保護頭部。加装步枪盾牌后降低特勤干员的移动速度，但使用手槍時移動速度不影響。
  - 所屬組織：美國海軍特種作戰開發組 NAVY SEALs[2]
  - 主武器：Mk17 CQB、SR-25
  - 副武器：D-50
  - 战术装备：爆破炸藥、人員殺傷地雷、衝擊電磁脈衝手榴彈
  - 裝上護盾後的跑速會降到比一速幹員還慢一些。
  - 代號來自英語的黑鬍子。

- Capitão：本名文森特．梭薩(Vicente Souza)，出生於巴西新伊瓜蘇。小時候因哥哥被當地黑幫殺害，產生出對黑幫的厭惡因此加入Bope，其配備「戰術Mk0十字弓」為一可切換彈藥的十字弓，可發射會劇烈燃燒快速消耗大範圍內氧氣的窒息箭矢與小型煙霧彈。
  - 所屬組織：巴西特别警察行动营 BOPE[3]
  - 主武器：PARA-308、M249
  - 副武器：PRB92
  - 战术装备：人員殺傷地雷、硬突破炸藥
  - 代號來自葡語的隊長。

- Hibana：本名今川由美子，出生於日本名古屋。受過多樣訓練並精通武術，与Jack Estrada（Pulse）是情侣关系。曾和Jordan Trace（Thermite）一起研究爆破裝置，其配備「X-KAIROS」為一鋁熱炸藥發射器，可以選擇發射2、4、6顆鋁熱彈丸用以破壞加固牆面，破壞的空口大小取決於彈丸數量（總共可以發射18顆），破壞天井僅需4顆彈丸，牆面上破壞一個可以通過的洞口需要最少三排彈丸（6顆）。
  - 所屬組織：日本特殊急襲部隊 SAT[4]
  - 主武器：Type-89、SuperNova
  - 副武器：P229、Bearing 9
  - 战术装备：爆破炸藥、閃光手榴彈（英语：M84 stun grenade）
  - 代號來自日文的火花(日文的"煙火"）。

- Jackal：本名里亞德．拉米瑞茲．哈薩爾(Ryad Ramírez Al-Hassar)，出生於西班牙休達。在其哥哥因不明原因被謀殺後便致力加入警察部隊，曾任於西班牙國家警察部隊（英语：National Police Corps）並參加2004年馬德里火車炸彈案，其備配「EYENOX III型」全息头盔可用於追蹤敵方所留下的腳印，也可用來掃描特定腳印以標示敵人的所在位置，標示後每5秒會重新標示敵人新的所在位置。
  - 所屬組織：西班牙反恐特別行動小組 GEO[5]
  - 主武器：C7E、PDW9、ITA 12L
  - 副武器：ITA 12S、USP 40
  - 战术装备：人員殺傷地雷、煙霧手榴彈（英语：M18 smoke grenade）
  - 代號來自英語的胡狼。

- Ying：本名蕭美蓮，出生於香港中環。在加入飛虎隊以前是一名負責貼身保護的特勤隊員。曾在特拉维夫的訓練設施進行特訓。她在和江夏優（Echo）一同执行任务时曾有過一段感情，但一年后分手。對Shuhrat Kessikbayev（Fuze）的意見相左，認為他的做法「完全罔顧平民的性命」。其備配「燭光」為一可安置在牆面或向前滾出的聚集閃光彈，Ying拿住閃光彈可以設定計時器改變其引爆時間，拿住越久引爆時間越短。
  - 所屬組織：香港特別任務連 SDU[6]
  - 主武器：SIX12、T-95 LSW
  - 副武器：Q-929
  - 战术装备：煙霧手榴彈（英语：M18 smoke grenade）、硬突破炸藥
  - 同時隸屬於虹彩都市戰術反應部隊（GSUTR）
  - 代號來自中文的螢（螢火蟲）。

- Zofia：本名索菲亞．波薩克(Zofia Bosak)，出生於波蘭弗次瓦夫。是Elżbieta Bosak（Ela）的姐姐。自幼便受到身为GROM指挥官的父亲的严格训练，在得知Ela以平民身份选入GROM后，Zofia也回到GROM，希望可以修复与妹妹的关系。其備配「KS79 生命線」可以发射震撼弹和爆破弹两种弹药，用以破壞牆壁或暈眩敵人。
  - 所屬組織：波蘭行動應變及機動組 GROM
  - 主武器：LMG-E、M762
  - 副武器：RG 15（英语：PR-15 Ragun）
  - 战术装备：爆破炸藥、人員殺傷地雷
  - 代號來自幹員本名。

- Dokkaebi：本名葛蕾絲．南(Grace Nam)，出生於南韓首爾。科技技藝極高，常常使用零件自製電腦和配件，曾任職於韓國陸軍特戰司令部第9空降特戰旅。与江夏优（Echo）关系交好。其備配「邏輯爆彈」讓Dokkaebi可以兩次駭入敵人的手機製造聲響，同時讓敵人無法使用監視器。手機未接起會在18秒後自動掛斷，防守方若走進Mute的干擾器範圍內也會自動掛斷手機。Dokkaebi能駭入敵方陣亡幹員的手機則全隊隊友可以使用防守方全部的監視設備(如果本局遊戲中存在此幹員，防守方陣亡將會掉落手機)。
  - 所屬組織：南韩第707特殊任務營 707th SMB
  - 主武器：Mk 14 EBR、BOSG.12.2
  - 副武器：Gonne-6、SMG-12、C75 Auto
  - 战术装备：閃光手榴彈（英语：M84 stun grenade）、煙霧手榴彈（英语：M18 smoke grenade）、衝擊電磁脈衝手榴彈
  - 代號來自韓國傳說中的同名妖怪「도깨비」。

- Lion：本名奧利佛．福拉門特(Olivier Flament)，出生於法國土魯斯，同時隸屬於GIGN。其配备「EE-ONE-D」无人机，啟動後會在一段延遲後掃描全地圖，敵方若在掃描期間移動便會被快速標記3次。掃描時敵方可以原地站立、蹲下、趴下都不會被標記。
  - 所屬組織：化生放核危機應變小組 CBRN（國家憲兵干預組）
  - 主武器：V308、417、SG-CQB
  - 副武器：GONNE-6、LFP586、P9
  - 战术装备：人員殺傷地雷、閃光手榴彈（英语：M84 stun grenade）、衝擊電磁脈衝手榴彈
  - 代號來自英語中的獅子，因服役期間曾以怒吼喝退敵軍得名。

- Finka：本名蕾拉．梅利妮科娃(Lera Melnikova)，出生於白俄羅斯戈梅利，同時隸屬於Spetsnaz信號旗小組。从小因为切尔诺贝利核事故的原因患有四肢慢性病症。她在新西伯利亚获得医学博士学位，并随后参军。其配备「腎上腺素激發」可激活在行动开始前预先注入的纳米机器人，可以为队友暫時增强血量，并使倒地的队友和自己起身重新投入战斗。但因為其副作用是呼吸量增大與心跳加速，所以能在比平常更遠的地方被Pulse的心跳感測器捕捉到位置、在Smoke的毒氣彈中受的傷害也更高。此技能也可以降低控場效果的時間。
  - 所屬組織：化生放核危機應變小組 CBRN（信號旗小組）
  - 主武器：Spear .308、6P41、SASG-12
  - 副武器：Gonne-6、PMM、GSH-18
  - 战术装备：硬突破炸藥、閃光手榴彈（英语：M84 stun grenade）
  - 在遊戲《火線獵殺：絕境》中的DLC「琥珀天色行動」也有出現。
  - 代號來自同名的芬蘭製刀具。

- Maverick：本名艾瑞克．索恩(Erik Thorn)，出生於麻塞諸塞州波士頓。阿富汗地區的特殊情報人員，會說達利語，手上也刺有阿富汗地圖的刺青。曾在喀布尔調查失蹤記者案件時失蹤，實為被叛軍抓捕但被Nøkk救出，兩年後重新出現並交出了能搗毀當地叛軍的許多情報，他也開始隨身攜帶自稱為「舒莉」的自製發焰裝置（英语：Blowtorch）。其配置「突破用發焰裝置」可以無聲息地切割可破坏墙面和被加固过的墙面，可以切割被Bandit电气化和Mute干擾的加固墙面，和破壞Maestro的防彈攝影機。
  - 所屬組織：城市战术反应部队「暗空」 GSUTR（美國陸軍秘密行動組 The Unit）
  - 主武器：AR-15.50、M4
  - 副武器： 1911 TACOPS
  - 战术装备：人員殺傷地雷、破片手榴彈
  - 代號來自英語的獨行俠。

- Nomad：本名薩娜．艾爾．馬克托布(Sanaa El Maktoub)，出生於摩洛哥馬拉喀什。年輕時便加入皇家摩洛哥陸軍（英语：Royal Moroccan Army）並從Jalal El Fassi（Kaid）領導的薩克馬尼亞要塞畢業。Nomad同時也喜好探險並在一次到肯亞的旅途中想出了能用來防範野生動物侵擾卻又不造成傷害的擊飛裝置，後來演變成了其特殊配備。其備配「氣震槌發射器」為一附掛於主要武器旁的榴彈發射器。榴彈能黏在牆壁上，待命時會發出聲響警示敵人。在敵人接近時引爆並將範圍內的敵人擊飛，被擊飛的人物甚至能撞破未加固的牆面但不會造成傷害。
  - 所屬組織：摩洛哥皇家宪兵隊干预小组（英语：Groupe d'Intérvention de La Gendarmerie Royale） GIGR
  - 主武器：AK-74M、ARX200
  - 副武器：.44 Mag Semi-Auto、PRB92
  - 战术装备：閃光手榴彈（英语：M84 stun grenade）、爆破炸藥
  - 代號來自法語的游牧者。

- Gridlock：本名托莉．塔莉奧．費爾勒(Tori Tallyo Fairous)，出生於澳洲昆士蘭州中部朗芮。任職於空降特勤隊機動排並且為機械工程專家，總能保持冷靜並很好的領導大家。其備配「針刺陷阱」為一可投擲的陷阱裝置，投擲後陷阱會慢慢擴大覆蓋住非常大的區域。踩中陷阱的敵方會受到10點傷害、緩速並且發出聲響提醒攻擊方。陷阱可以被攻擊破壞，陷阱擴張時若開槍射擊正在擴張彈跳的陷阱則可以停止擴張。
  - 所屬組織：澳洲空降特勤隊 SASR
  - 主武器：M249 SAW、F90
  - 副武器：Super Shorty、GONNE-6、SDP 9mm
  - 战术装备：煙霧手榴彈（英语：M18 smoke grenade）、爆破炸藥、衝擊電磁脈衝手榴彈
  - 代號來自英語的堵塞、僵局。

- Nøkk：本名、確切出生地不明，只知其出生於丹麥。關於Nøkk的一切情報皆為一個謎，其容貌也總是被面紗覆蓋住，負責虹彩小隊情報蒐集與臥底工作。虹彩小隊中只有Harry知曉其真面目，其故事強烈隱射了Nøkk可能實為丹麥王室成員。曾在阿富汗負責偵察任務並拯救了被叛軍抓捕的Maverick。其備配「HEL 無感」可以讓Nøkk暫時在防守方監視器和無人機中呈現隱形狀態，並且降低行走和蹲下行走的聲響至無聲，不過在進行開火、受到傷害、奔跑、近戰、下包等動作技能將會失效，使用者可以透過畫面中的特效來瞭解自己的技能是否生效(受到干擾的監視設備將會顯示為黃色)。Echo和Mozzie的無人機可以在隱形的Nøkk經過時感應到Nøkk。此技能可無限充能。
  - 所屬組織：丹麥獵人兵團（英语：Jaeger Corps (Denmark)） Jaeger Corps
  - 主武器：FMG-9、SIX12 SD
  - 副武器：5.7 USG、D-50
  - 战术装备：破片手榴彈、硬突破炸藥、衝擊電磁脈衝手榴彈
  - 此角色目前計畫在未來強化技能，開啟技能後將不會觸發敵方感應式電子陷阱（Kapkan陷阱除外）。
  - 代號來自日耳曼神話（英语：Germanic mythology）中的水妖。

- Amaru：本名阿蘇塞娜．蘿西歐．奇斯彼 (Azucena Rocío Quispe)，出生於祕魯科哈塔區。曾任職祕魯國家警察隊（英语：National Police of Peru）但後來退休成為考古學家，致力於保護古蹟和對抗犯罪組織，除此之外Amaru也是Goyo的恩師。其備配「爪鉤」讓Amaru可從遠處抓住窗戶、天井等位置快速突入。天井更新後已不需要先破壞才可鉤住，Castle防護盾無法被破壞。突入後會有一段延遲才可以使用武器。
  - 所屬組織：祕魯考古文化遺產協會 APCA
  - 主武器：G8A1、SuperNova
  - 副武器：SMG-11、GONNE-6、ITA 12S
  - 战术装备：硬突破炸藥、閃光手榴彈（英语：M84 stun grenade）
  - 代號來自印加神話中的一種同名神蛇（英语：Amaru (mythology)）。

- Kali：本名賈米妮．卡里莫汗．沙(Jaimini Kalimohan Shah)，出生於印度阿姆雷利。是一家印度私人武装公司永夜安港NightHeaven的负责人。其備配「低速爆破矛」為一附掛於其栓动式步槍下方的爆破裝置。在射擊並經過一段延遲之後，會在牆壁的另一端製造爆炸，將牆後面防守方裝置摧毀，同時會在牆壁上開個小洞。爆炸本身攻擊力不高，但此裝備不會被電擊、訊號干擾阻礙，爆炸亦能破壞加固牆面後的敵方裝置(要注意裝置會將爆炸範圍的裝備全部破壞，進攻方須在爆炸結束後在使用道具)。由於彈頭會留在加固牆壁上的關係，因此在爆炸後仍不會在加固牆壁上留下任何可以窺視的小洞。低速爆破矛也可用來摧毀如機動護盾，龍鱗版等防彈道具。
  - 所屬組織：永夜安港軍事服務公司NIGHTHAVEN
  - 主武器：CSRX 300
  - 副武器：C75 Auto、SPSMG9、P226 Mk25
  - 战术装备：爆破炸藥、人员杀伤地雷
  - Kali是遊戲中武器瞄準鏡倍數最高的幹員（5和12倍)，也是唯一有栓动式步槍的幹員。狙擊步槍的子彈可直接穿透總統專機的窗戶(和Glaz相同)，但開槍會留下一條明顯的煙霧，爆露Kali行蹤。狙擊槍的傷害標準為打中防禦等級一的敵方可以擊殺，等級二可以擊倒，等級三不會擊倒但造成鉅額傷害。打中肢體則一率造成鉅額傷害但不擊倒。
  - 代號來自印度教中的女神迦梨。

- Iana：本名寧克．邁耶(Nienke Meijer)，出生於荷蘭卡特韋克。患有白化症且為了探索太空而製作了自身的投射影像技術。其備配「雙子複製器」可讓Iana短時間內操控一個和自身相同的全習投影分身。投影可以行動但是無法攻擊，敵人如果攻擊投影便會消失。雙子複製器可無限充能。若分身在被敵人破壞掉的情況下，則需要更多時間來充能。
  - 所屬組織：歐盟太空站 REU
  - 主武器：ARX200、G36C
  - 副武器：Mk1 9mm、GONNE-6
  - 战术装备：破片手榴弹、煙霧手榴彈
  - 代號來自羅馬神話中的月神狄阿娜。

- Ace：本名霍瓦爾德．豪格蘭(Håvard Haugland)，出生於挪威萊達爾綏里（英语：Lærdalsøyri）。曾任職於挪威國土防衛隊（英语：Norwegian Home Guard）後轉加入國防特種司令部（英语：Forsvarets Spesialkommando），在一次行動中救了Kali後被她賞識並輾轉加入了永夜安港。其備配「S.E.L.M.A. 水力攻堅器」為一鋁熱炸藥用以破壞加固牆面。此炸藥在爆破後只會產生一個橫向的小破口，裝置若是沒被破壞則可再引爆一次，產生更大的破口。
  - 所屬組織：永夜安港軍事服務公司 NIGHTHAVEN
  - 主武器：AK-12、M1014
  - 副武器：P9
  - 战术装备：爆破炸藥、人員殺傷地雷
  - 代號來自英語中的王牌。

- Zero：本名塞繆爾·里歐·「山姆」·費雪(Samuel Leo "Sam" Fisher)，出生於馬里蘭州巴爾的摩陶森。《縱橫諜海》系列遊戲主角，也在《火線獵殺》系列客串。因其軍事經驗和矯健身手被哈利以「虹彩行動人員」（ROS）的身分招募至虹彩小隊中擔任教官。目前為虹彩小隊中最年長的幹員(1957年)。其備配「阿格斯發射器」發射特殊的攝影機，能在開槍後固定在可破壞或強化表面，對兩側進行監視。攝影機配備單一雷射射擊，非常適合破壞防守者設置的關鍵防禦要素或轉移戰術要地人員的注意。雷射射擊敵人會造成5點傷害。
  - 所屬組織：虹彩行動人員 ROS （美國第四梯隊 Fourth Echelon）
  - 主武器：SC 3000K、MP7
  - 副武器：5.7 USG、GONNE-6
  - 战术装备：硬突破炸藥、人员杀伤地雷
  - 本角色身上有許多《縱橫諜海》的彩蛋。Zero在遊戲中近戰使用的武器是《縱橫諜海：黑名單》出現的爪刀、主武器SC 3000K《縱橫諜海：斷罪》中有出現、Zero身後掛著縱橫諜海系列標誌的夜視儀、「暗影傳承行動」賽季的主題曲來自《縱橫諜海：混沌理論》。
  - 代號來自英語中的零，山姆·費雪本身並不是虹彩六號小隊特勤幹員，而是高級教官，因此不算在以數字編制的小隊中（零號）。

- Flores：本名聖地亞哥．米格爾．盧塞羅(Santiago Miguel Lucero)，出生於阿根廷布宜諾斯艾利斯弗洛雷斯區（英语：Flores, Buenos Aires）。曾經是犯罪組織一員，但後來受不了非法勾當後改過自新，開始盜取犯罪組織的錢財來劫富濟貧。但此舉動後來被組織發現，導致Flores的母親被殺。Flores在被Ash救起後移民到了美國，並加入了虹彩小隊。其配備一引爆式無人機「遙控炸藥『扒手』」。無人機啟動後可以被操縱10秒，操縱時可以跳躍和轉彎，但不可停下或讓無人機後退。再次按下配備鈕可以啟動引爆計時，3秒後引爆無人機。啟動引爆後無人機無法被摧毀，若跳躍到牆面上後再啟動引爆則無人機會黏在牆面上。無人機可以炸穿未加固牆面，也可以直接擊殺範圍內防守方或摧毀防守裝備。Mozzie的駭蟲抓到此無人機會直接將其摧毀，而不是駭入。
  - 所屬組織：無所屬（联邦调查局FBI特勤人員）
  - 主武器：AR33、SR-25
  - 副武器：GSH-18
  - 战术装备：人員殺傷地雷、閃光手榴彈（英语：M84 stun grenade）
  - 代號來自角色出生地。

- Osa：本名安雅．卡塔琳娜．揚科維奇(Anja Katarina Janković)，出生於克羅埃西亞斯普利特。其備配「Talon-8 透明護盾」，可以裝設在地上、門口或窗戶上（也可倒吊裝設於窗戶），裝設後豎立一道防彈透明玻璃牆，可以用此玻璃觀察敵人動向。玻璃牆可以被敵方炸藥破壞，若被近戰攻擊打中則會遮蔽玻璃牆的視野，也可以攻擊玻璃後方的氣瓶將其完全摧毀。
  - 所屬組織：永夜安港軍事服務公司 NIGHTHAVEN
  - 主武器：PDW-9、556XI
  - 副武器：PMM
  - 战术装备：人員殺傷地雷、煙霧手榴彈、衝擊電磁脈衝手榴彈
  - 代號來自克罗地亚语中的黃蜂。

- Sens：本名尼昂．恩格瑪．穆托波(Néon Ngoma Mutombo)，出生於比利時布魯塞爾。其備配「R.O.U. 投影系統」會在被 Sens 投出後持續滾動，並沿著滾動軌跡投放微型投影機，藉此製造一面屏障。雖然實體物件還是能穿越這道屏障，但它具有非常高的泛用性，可以同時切斷多方視線。
  - 所屬組織：比利時特種部隊群SFG
  - 主武器：POF-9、417
  - 副武器：SDP 9mm、Gonne-6
  - 战术装备：人员杀伤地雷、硬突破炸藥

- Grim：本名查理．韜鏗文(Charlie Tho Keng Boon)，出生於新加坡裕廊。曾任職於新加坡潛水掃雷隊（英语：Naval Diving Unit (Singapore)）和新加坡陸軍偵察院。其備配「蜂群之巢發射器」發射後可在一小段範圍內產生機械蜂，進入機械蜂範圍的敵方會被持續標註位置，敵人離開蜂群後會再被緩慢標註3次，一段時間後蜂群便會消失。可干擾訊號的敵方技能（如Vigil、Mute等）不受此技能影響。
  - 所屬組織：永夜安港軍事服務公司 NIGHTHAVEN
  - 主武器：SG-CQB、552 Commando
  - 副武器：P229
  - 战术装备：人员杀伤地雷、爆破炸藥

- Brava：本名娜亞拉.卡多索，出生於巴西库里蒂巴。任職於巴西戰術行動突擊隊。其備配「自造無人機」部屬時可駭入防守方電子裝備 並轉化為友方(當無法轉化時則直接摧毀.如Bandit的電箱、Kaid的電爪及Thunderbird的柯納站)。Brava可使用轉化後裝備的一切功能，若自造無人機遭Mozzie駭取時，Mozzie可以反過來駭入攻擊方的電子設備(包括被Barva駭取的原防守方設備,闊劍地雷等)
  - 所屬組織： 巴西戰術行動突擊隊 Viperstrike
  - 主武器：PARA-308、CAMRS（英语：L1A1 Self-Loading Rifle）
  - 副武器：USP 40、Super Shorty
  - 战术装备：人员杀伤地雷、煙霧手榴彈

- Ram：本名崔寶藍，出生於韓國釜山。曾為大韓民國國軍的狼蛛部隊成員，其配備「怖龜[Bu-Gi]」可從遠處丟擲,啟動後破壞可破壞路徑上除加固牆面外之物體。
  - 所屬組織：韓國陸軍特戰司令部第35突擊營
  - 主武器：LMG-E、R4-C（英语：Remington GPC）
  - 副武器:MK1 9mm ITA12S
  - 战术装备:煙霧手榴彈 閃光手榴彈（英语：M84 stun grenade）

## 防守方
- Smoke：本名詹姆士．波特(James Porter)，出生於英格蘭倫敦國王十字區。科學與生物學專家，喜歡尋求刺激，緊張場面時有古怪的幽默感，其配備「複合式Z8手榴彈」為可投擲與遙控引爆的毒氣炸藥。毒氣手榴彈不但可攻擊敵人，也可以傷害到隊友甚至是人質，Smoke本身不會受到傷害。毒氣彈引爆後過一段時間便會散去。
  - 所屬組織：英國空降特勤隊 SAS
  - 主武器：FMG-9、M590A1
  - 副武器：P226 Mk25、SMG-11
  - 战术装备：倒刺鐵絲網、機動護盾
  - 代號來自英語中的煙。

- Mute：本名馬克．R．錢德(Mark R. Chandar)，出生於英格蘭約克。智商高且善於分析，為一位科學天才，其配備「GC90『莫妮』訊號干擾器」可用以干擾一定範圍內爆破炸藥與無人機等敵方大部份電子設備。
  - 所屬組織：英國空降特勤隊 SAS
  - 主武器：MP5K、M590A1
  - 副武器：P226 Mk25、SMG-11
  - 战术装备：遙控炸藥、防彈攝影機
  - 代號來自英語中的靜音。

- Castle：本名麥爾斯．坎貝爾(Miles Campbell)，出生於加州謝爾曼奧克斯（英语：Sherman Oaks, Los Angeles）。曾任洛杉磯警局特警隊隊員，總是努力確保其他人的安全，其配備「UTP1 通用戰術防護板」為可防彈的保護板，可用以加固門口或窗戶，比一般的防護板有更好的抗性，可被任何爆裂物與Sledge的爆破槌破壞。
  - 所屬組織：美國聯邦調查局特種武器和戰術部隊 FBI SWAT
  - 主武器：UMP45、M1014
  - 副武器：Super Shorty、5.7 USG
  - 战术装备：感應警報器、防彈攝影機
  - 同時隸屬於虹彩都市戰術反應部隊（GSUTR）
  - 代號來自西洋棋中的國王入堡。

- Pulse：本名傑克．艾斯特拉達(Jack Estrada)，出生於北卡羅萊納州戈爾茲伯勒。從小便在軍中長大，善於觀察肢體動作與剖析表情。与今川由美子（Hibana）保持情侣关系。其配備「HB-5 心跳感測器」可穿透障礙物探測敵人的心跳和位置。Pulse使用感測器時無法開槍。
  - 所屬組織：美國聯邦調查局特種武器和戰術部隊 FBI SWAT
  - 主武器：UMP45、M1014
  - 副武器：M45 MEUSOC、5.7 USG
  - 战术装备：遙控炸藥、倒刺鐵絲網
  - 代號來自英語中的脈搏。

- Doc：本名古斯塔夫．卡提布(Gustave Kateb)，出生於法國巴黎。曾任無國界醫生與法蘭西國防衛生組織（英语：French Defence Health Service）醫生，喜好保護無辜的利他主義者，其配備「MPD-0 激素手槍」可用以救治受傷的隊友或自己。倒地時若激素手槍還有剩餘彈藥也可用來自救，最高可治療至140血量（會緩慢的衰退至100）。若隊友或自己在被擊倒在地後被激素手槍救起，可以回復至75血量。
  - 所屬組織：法國國家憲兵干預組 GIGN
  - 主武器：SG-CQB、MP5、P90
  - 副武器：P9、LFP586
  - 战术装备：倒刺鐵絲網、防彈攝影機
  - 代號來自英語中的醫師。

- Rook：本名朱利安．尼贊(Julien Nizan)，出生於法國圖爾。步槍專家，目標明確並信任隊友，其配備「R1N『犀牛』裝甲」可提供防彈護甲給隊友使用，並讓穿著護甲的隊友在受到除了爆頭之外的重大傷害時只會倒地而不會立即死亡。有剩餘的護甲攻擊方也可以拿取。
  - 所屬組織：法國國家憲兵干預組 GIGN
  - 主武器：SG-CQB、MP5、P90
  - 副武器：P9、LFP586
  - 战术装备：衝擊手榴彈（英语：BEANO T-13 grenade）、感應警報器
  - 代號來自西洋棋棋子中的城堡。

- Kapkan：本名馬克希姆．巴蘇達(Maxim Basuda)，出生於俄羅斯科夫羅夫。自負的現實主義者，喜歡狩獵和製造陷阱，曾參加貝斯蘭校園圍攻事件，其配備「EDD MK II」可裝置在門或窗戶框上的雷射拌線炸藥陷阱，敵人若是經過便會引爆，無視裝甲造成40點傷害。
  - 所屬組織：俄羅斯阿尔法小队 Spetsnaz
  - 主武器：9x19VSN、SASG-12
  - 副武器：GSH-18、PMM
  - 战术装备：衝擊手榴彈（英语：BEANO T-13 grenade）、遙控炸藥
  - 代號來自俄語中的陷阱。

- Tachanka：本名亞歷山大．謝納維耶夫(Alexsandr Senaviev)，出生於俄羅斯聖彼得堡。曾參加入侵阿富汗等戰爭，總能保持冷靜但不善交際，其配「轟天雷發射器」為一燃烧榴彈發射器，可發射火焰彈用以阻擋和攻擊敵人，火焰彈擊中牆壁會彈跳。
  - 所屬組織：俄羅斯阿尔法小队 Spetsnaz
  - 主武器：9x19VSN、DP-27
  - 副武器：GSH-18、PMM、Bearing 9
  - 战术装备：倒刺鐵絲網、機動護盾
  - 代號來自俄語中的同名馬車機槍（英语：Tachanka）。

- Jäger：本名馬略．史泰赫(Marius Streicher)，出生於德國杜塞道夫。曾為德國聯邦警察成員，直升机工程师，因此在Outbreaks期間被調到部隊擔任直升機飛行員。自己設計主動防禦系統，其配備「ADS-MKIV『喜鵲』」可用來追蹤並摧毀敵方的任何投擲手榴彈（包括Ash的爆破弹和Zofia的冲击弹、Fuze的霰彈炸藥等），但破壞一個投擲物後進入一段10秒延遲，延遲過後才會重新啟動破壞投擲物（若裝置沒被摧毀且不計算延遲時間，可以摧毀無限個投擲物）。
  - 所屬組織：德國聯邦警察第九國境守備隊 GSG9
  - 主武器：416-C Carbine、M870
  - 副武器：P12
  - 战术装备：倒刺鐵絲網、防彈攝影機
  - 代號來自德語中的獵人。

- Bandit：本名多米尼克．布朗斯梅爾(Dominic Brunsmeier)，出生於德國柏林。曾任職於聯邦國境守備隊（英语：Bundesgrenzschutz）並在黑幫組織地獄天使漢諾威分部中擔任臥底探員，靠其狡猾天性得以生存，其配備「CED-1 簡易電子裝置」可在加固牆面、護盾和鐵絲網上設置高張力電網，用以破壞爆破裝置或電擊敵人。
  - 所屬組織：德國聯邦警察第九國境守備隊 GSG9
  - 主武器：MP7、M870
  - 副武器：P12
  - 战术装备：倒刺鐵絲網、遙控炸藥
  - 代號來自英語中的盜賊。

- Frost：本名曾蓮(蒂娜)(Tina Lin Tsang)，亞裔，出生於卑詩省溫哥華。搜救專家，極端壓力下仍能保持冷靜，喜好打獵，其配備「Sterling Mk2 LHT 『迎賓踏墊』」為可放置式陷阱。因為無電子設備，無法被IQ偵測到。被夾到的敵人會無法行動並進入瀕死狀態，必須由其他人輔助才可掙脫。
  - 所屬組織：加拿大第二聯合特遣部隊 JTF2
  - 主武器：Super 90、9mm C1
  - 副武器：MK1 9mm、ITA 12S
  - 战术装备：機動護盾、防彈攝影機
  - 代號來自英語中的冰霜。

- Valkyrie：本名梅根．J．卡斯特拉諾(Meghan J. Castellano)，出生於加州歐申賽德。海軍職業情報官，永遠盡力追求完美，其配備三個「Gyro Cam Mk2 『闇眼』」為可投擲式的監視器，隊友亦能觀看闇眼的畫面。
  - 所屬組織：美國海軍特種作戰開發組 NAVY SEALs
  - 主武器：MPX、SPAS-12
  - 副武器：D-50
  - 战术装备：遙控炸藥、衝擊手榴彈（英语：BEANO T-13 grenade）
  - 在遊戲《火線獵殺：野境》中的DLC「大天使行動」也有出現。
  - 代號來自北歐神話中的女武神。

- Caveira：本名泰娜．裴瑞拉(Taina Pereira)，出生於巴西里諾波利斯。在審問時常使用暴力以逼迫犯人，其技能「寂靜腳步」可以使Caveira的腳步聲大幅度減低，但只能使用手槍。Caveira可以審問受傷倒地的敵人并将其處决，暫時顯示出其餘敵人的位置。Caveira開啟能力的時候不會留下腳印。被Jackal標記的時候開啟能力不會取消標記，但技能開啟的狀態下都不會被標記到。
  - 所屬組織：巴西特别警察行动营 BOPE
  - 主武器：M12、SPAS-15
  - 副武器：Luison（加裝客製化消音器的PRB92）
  - 战术装备：衝擊手榴彈（英语：BEANO T-13 grenade）、感應警報器
  - 在遊戲《火線獵殺：野境》中的DLC「大天使行動」也有出現。在遊戲的特殊任務中，Caveira不顧指揮來到玻利維亞打擊販毒集團並尋找自己的弟弟，玩家需要將她找回。
  - 同時隸屬於虹彩都市戰術反應部隊（GSUTR）
  - 代號來自葡語中的骷髏頭。

- Echo：本名江夏優，出生於東京杉並區。自動飛行機器人專家，個性閑散，其配備兩具「妖怪」無人攻擊機，一般移動時為緊貼地面飛行，當發動攻擊時需吸附於天花板上，可發射聲波衝擊令敵人喪失方向感。攻擊方在裝置拆彈器時被無人機擊中會停止裝置。
  - 所屬組織：日本特殊急襲部隊 SAT
  - 主武器：MP5SD、SuperNova
  - 副武器：P229、Bearing 9
  - 战术装备：衝擊手榴彈、機動護盾
  - 代號來自英語中的回聲。

- Mira：本名愛蓮娜．瑪莉亞．艾瓦瑞茲．戴爾．曼薩諾(Elena María Álvarez Del Manzano)，出生於西班牙馬德里雷提洛區。一位同時精通於維修機械和擁有強大體能耐力的工程師，和Eliza Cohen（Ash）常有競爭關係，其備配「闇鏡」為可在牆面上加裝防彈玻璃的裝置，此玻璃為單面鏡，也可射擊玻璃下方的瓦斯罐以移除防彈玻璃。闇鏡可以被任何用以破壞加固牆面的道具摧毀。攻擊方可以近戰攻擊闇鏡移除此裝備的視野。
  - 所屬組織：西班牙反恐特別行動小組 GEO
  - 主武器：Vector .45 ACP、ITA 12L
  - 副武器：ITA 12S、USP 40
  - 战术装备：遙控炸藥、感應警報器
  - 代號來自西語中的觀看。

- Lesion：本名廖子朗，出生於香港帆船灣。曾為地雷拆彈小組的成員，在嚴苛情況下的適應力高且非常看重自己的工作，其備配「蠱」為一可放置在地上的隱形毒刺陷阱，此陷阱若被踩中會發出聲響，每過4秒造成6點傷害並使敌人减速（无法冲刺）。踩中陷阱的进攻方干员必須停下腳步並移除腳上的毒刺以移除减速和持续伤害效果。毒刺尚未移除前是無法安裝拆彈器的。此裝備可以充能，玩家存活越久可以使用越多「蠱」。
  - 所屬組織：香港特別任務連 SDU
  - 主武器：SIX12 SD、T-5 SMG
  - 副武器：Q-929
  - 战术装备：衝擊手榴彈（英语：BEANO T-13 grenade）、防彈攝影機
  - 在遊戲《火線獵殺：絕境》中的DLC「琥珀天色行動」也有出現。
  - 代號來自英語中的組織傷害。

- Ela：本名艾爾茲別塔．波薩克(Elżbieta Bosak)，出生於波蘭弗次瓦夫。是Zofia Bosak（Zofia）的妹妹。在作為前指挥官的父親死後便努力訓練並加入GROM，擁有為數驚人的技能。其備配「雷電地雷」為一可放置在地上或牆上的地雷，此陷阱引爆後會令敵人喪失方向感。
  - 所屬組織：波蘭行動應變及機動組 GROM
  - 主武器：SCORPION EVO 3 A1、FO-12（英语：Origin-12）
  - 副武器：RG 15（英语：PR-15 Ragun）
  - 战术装备：倒刺鐵絲網、机动护盾
  - 代號來自幹員名字的暱稱。

- Vigil：化名為化哲敬，本名、出生地不明，很可能是一名脫北者。在脫逃到南韓後便一心想貢獻給國家並加入韓國海軍特戰戰團。其備配「電子渲染迷彩 ERC-7」可以讓Vigil暫時在攻擊方無人機或者是Dokkaebi駭入的監視器中呈現隱形狀態，並且可以避過Lion的無人機偵測（若已經被偵測後才開啟電子迷彩則沒有效果），但行走聲音不會減低。此技能可無限充能。
  - 所屬組織：南韩第707特殊任務營 707th SMB
  - 主武器：K1A 、BOSG.12.2
  - 副武器：C75 Auto、SMG-12
  - 战术装备：衝擊手榴彈（英语：BEANO T-13 grenade）、防彈攝影機
  - 代號來自英語的守夜。

- Alibi：本名亞莉亞．德．路卡(Aria de Luca)，出生於利比亞的黎波里。其家庭為軍火商，從Alibi小時候便提供了她良好的射擊經驗和技巧。曾任職於義大利特殊作戰部隊（英语：Raggruppamento Operativo Speciale）並負責打擊組織犯罪。其備配「稜鏡」讓Alibi能部屬和自己外型相同的全像投影（投影會拿著Mx4 Storm武器和使用預設角色造型），投影無法行動，敵人若是射擊投影便會被標記（但若是射擊投影腳下的裝置則可以破壞投影）。Alibi可站立於投影並假裝為投影，或將投影丟出防守建築物外，有Alibi在的回合防守方跑出防守建築物會顯示角色未知。[7]
  - 所屬組織：義大利特別干預組 GIS
  - 主武器：Mx4 Storm、ACS12
  - 副武器：Bailiff 410、Keratos .357
  - 战术装备：衝擊手榴彈（英语：BEANO T-13 grenade）、机动护盾
  - 同時隸屬於虹彩都市戰術反應部隊（GSUTR）
  - 代號來自拉丁文的不在場證明。

- Maestro：本名阿德里亞諾．馬泰羅(Adriano Martello)，出生於義大利羅馬。曾任職於義大利卡賓槍騎兵第一傘兵團「圖斯卡尼亞」（英语：1st Paratroopers Carabinieri Regiment "Tuscania"），時常負責訓練二階或私人軍火承包商的士兵。其備配「CLE-V 『邪眼』」為一可部屬於牆上或地面上的防彈砲台，此砲台可看穿煙霧並連續射擊激光攻擊敵人，射擊電擊時此砲台並非防彈且可被任何攻擊破壞，一般狀況下只能使用爆裂物、Maverick的發焰裝置或Sledge的爆破槌來摧毀。[7]被Twitch的無人機或是Thatcher的EMP手榴彈攻擊的話邪眼將會被癱瘓，且防彈玻璃將會呈現半開狀態。攻擊方可以近戰攻擊邪眼移除此裝備視野，Maestro需要打開邪眼的防彈玻璃才可以看到敵方。
  - 所屬組織：義大利特別干預組 GIS
  - 主武器：ACS12、ALDA 5.56
  - 副武器：Bailiff 410、Keratos .357
  - 战术装备：倒刺鐵絲網、衝擊手榴彈（英语：BEANO T-13 grenade）
  - 代號來自義語的大師。

- Clash：本名莫蘿娃．伊凡斯(Morowa Evans)，出生於英格蘭倫敦。任職於倫敦都市警部特種槍械司令部並曾參加2011年英國騷亂，她是暴民行為模式與先鋒搜捕隊戰術的防暴專家，身上有著固執的老將靈魂，熟悉抗爭會用上的所有暗黑手段，也是蘇格蘭警場一等一的控制暴動專家。其備配由Twitch和Mira协助开发的电击护盾「CCE護盾」，可用以電擊並緩速敵人和造成傷害。Clash的護盾與Montagne的伸縮盾牌一樣可擋住整個正面，且盾面為透明設計使得後方的友方幹員視野較不會被遮蔽，但使用時依舊無法近戰攻擊或使用槍枝，也不能像Montagne的盾牌可兼當小型護盾使用。拿著護盾的Clash若被敵方近戰攻擊或被Kali的狙擊槍射中護盾會暫時往左傾斜，容易被敵方攻擊。
  - 所屬組織：城市战术反应部队「暗空」 GSUTR（倫敦都市警部 MPS）
  - 主武器：CCE護盾
  - 副武器：Super Shorty、SPSMG9、P-10 C
  - 战术装备：倒刺鐵絲網、衝擊手榴彈（英语：BEANO T-13 grenade）
  - 因為盾牌的關係，Clash的跑速比一般的三甲幹員還要在慢一些。
  - 代號來自英語的衝突。

- Kaid：本名賈拉爾．艾爾．法吉(Jalal El Fassi)，出生於摩洛哥阿若姆德（英语：Aroumd）。虹彩小隊中第二年長的幹員(1959年)，任職於摩洛哥皇家憲兵隊（英语：Royal Moroccan Gendarmerie），Kaid在被升職為上尉後成為了舉世聞名的薩克馬尼亞要塞的第八任指揮官，負責教導和訓練摩洛哥的特種部隊。其備配「『RTILA』蜘蛛電爪」在投擲出去後經過一小段延遲時間可在一定範圍內的加固牆面、加固天花板、護盾和鐵絲網上設置高張力電網，用以破壞爆破裝置或電擊敵人。
  - 所屬組織：摩洛哥皇家宪兵隊干预小组（英语：Groupe d'Intérvention de La Gendarmerie Royale） GIGR
  - 主武器：AUG A3、TCSG12
  - 副武器：.44 Mag Semi-Auto、LFP586
  - 战术装备：倒刺鐵絲網、遙控炸藥
  - 代號來自北非文化中的指揮官（英语：Qaid）。

- Mozzie：本名麥克斯．古茲(Max Goose)，出生於澳洲波特蘭。任職於空降特勤隊機動排的雙輪車專家，個性急性子且幽默。其備配「駭蟲發射器」為一可部屬的裝置，Mozzie可以用發射器抓住敵方無人機（需要精準的射中才可抓捕），或將駭蟲藏在角落自動抓取經過的無人機。被抓住的無人機整回合受到Mozzie操縱，Twitch的無人機也可操縱，敵方無人機在接近附近部屬的駭蟲時畫面上會顯示警告。
  - 所屬組織：澳洲空降特勤隊 SASR
  - 主武器：P10 Roni、Commando 9
  - 副武器：SDP 9mm
  - 战术装备：遙控炸藥、倒刺鐵絲網
  - 代號來自澳式英語中對蚊子的暱稱。

- Warden：本名科林．麥金利（Collinn McKinley），出生於肯塔基州路易維爾。曾任職於美國海軍陸戰隊並且已有十餘年的保護政要經驗，在加入虹彩小隊之前為總統的保鑣隊伍之一。其備配「窺視智慧眼鏡」啟動後一定時間內可以看透攻擊方的煙霧和閃光，但是要站住不動才可看透。此技能可無限充能。
  - 所屬組織：美國特勤局 Secret Service
  - 主武器：M590A1、MPX
  - 副武器：P-10 C、SMG-12
  - 战术装备：机动护盾、遙控炸藥
  - 代號來自英語的典獄長。

- Goyo：本名賽薩爾．魯伊斯．埃爾南德斯(César Ruiz Hernández)，出生於墨西哥庫利亞坎。從小家庭便被犯罪集團摧毀，被Amaru撫養長大並訓練成特種軍人並參與了許多反走私行動和知名的重大逮捕案。後和Amaru合作打擊走私古文物。其備配「火山爆破罐」射擊裝置汽油瓶會引爆並讓一定區域著火。
  - 所屬組織：墨西哥特種作戰部隊（英语：Fuerzas Especiales） FES
  - 主武器：Vector .45 ACP、TCSG12
  - 副武器：P229
  - 战术装备：遙控炸藥、感應警報器
  - 代號來自墨西哥境內的波波卡特佩特火山，此火山的暱稱為「戈亞先生」（Don Goyo）。

- Wamai：本名恩古吉．穆丘基．法羅(Ngũgĩ Muchoki Furaha)，出生於肯亞拉穆镇。曾任職於肯亞海軍（英语：Kenya Navy），是Kali的私人武装公司永夜安港NightHeaven的员工，可以在水下憋氣非常久。其備配「磁吸銷毀系統」可以投擲並部屬在任何表面上。將對手的投射物吸引到所在位置後引爆（閃光彈會閃光、煙霧彈產生煙霧，以此類推），同時並「重置投射物的發動時間」，讓攻擊方有迴避的時間。大部分攻擊方的投擲性裝備（除了Hibana的X-KAIROS和Twitch的無人機）都會被吸走。一個磁吸銷毀系統只能吸走一個敵方投擲物，這之後便會失效。此裝備可以充能，玩家存活越久可以使用越多「磁吸銷毀系統」（最多5個）。
  - 所屬組織：永夜安港軍事服務公司 NIGHTHAVEN
  - 主武器：MP5K、AUG A2
  - 副武器：P12、Keratos .357
  - 战术装备：感應警報器、衝擊手榴彈
  - 代號來自斯瓦希里语，意為來自水中的。

- Oryx：本名賽義夫．哈迪德(Saif Al Hadid)，出生於約旦阿茲拉克（英语：Azraq, Jordan）。曾被監禁長達15年後逃出，目前作為非正式摩洛哥皇家宪兵隊員幫助Kaid管理要塞。其技能「矛頭衝刺」可讓Oryx短時間加速衝刺。衝刺期間Oryx可撞破未加固牆面，但會損失10點血量。若撞上敵方幹員（包含盾牌伸展的Montagne)會將敵人撞倒在地。撞上後衝刺停止，並且在Oryx重新拿起武器前會有小段延遲。矛頭衝刺需要充能，若充能足夠Oryx可連續衝刺。Oryx也可以爬上已破壞的天井，爬上天井時也可以選擇掛在邊緣用以觀察房間狀況再爬上。
  - 所屬組織：無所屬 （非正式摩洛哥皇家宪兵隊干预小组（英语：Groupe d'Intérvention de La Gendarmerie Royale）GIGR） REDHAMMER
  - 主武器：T-5 SMG、SPAS-12
  - 副武器：Bailiff 410、USP 40
  - 战术装备：倒刺铁丝网、感應警報器
  - 代號來自英語的劍羚。

- Melusi：本名坦迪葳．恩德洛芙(Thandiwe Ndlovu)，出生於南非勞斯堡。曾任職於南非國防軍，目前致力於保護赫盧赫盧韋–印姆弗魯茲公園並打擊非法盜獵。其備配「報喪女妖聲波禦裝置」在部屬後一定範圍內發放聲波，此聲波會干擾敵人聽覺、搖晃敵人螢幕和緩速敵人。此裝置啟動前可防彈，啟動後可以被任何攻擊破壞。
  - 所屬組織：南非Inkaba特遣隊反盜獵單位（ITF）
  - 主武器：MP5、Super 90
  - 副武器：RG 15（英语：PR-15 Ragun）
  - 战术装备：衝擊手榴彈、遙控炸藥
  - 代號來自祖鲁语的牧者。

- Aruni：本名阿法．塔灣隆(Apha Tawanroong)，出生於泰國達帕雅（英语：Ta Phraya District）。曾任職於泰国皇家警察，在一次與Thermite一同執行的行動中被炸傷，失去了手和腳。後來被Kali相中加入了NIGHTHAVEN並換了新的義肢。養了一隻名叫Hero的非洲巨鼠，用來幫助Aruni致力的清除前越戰地雷行動。其備配「烈日之門」可以裝備於牆壁、門框、窗戶和天井上，裝備後經過一段延遲開啟一個雷射閘門，可以阻擋無人機、投擲物和對經過的敵人造成30點傷害（裝備在門框上下方會留下可以投擲無人機和投擲物的空間）。若防守方靠近烈日之門則會暫時關閉，且烈日之門無法被子彈破壞（但Aruni可以重新拾起和部屬）。若烈日之門碰到上述物品便會暫時關閉，防守方在過一段時間後需射擊烈日之門方可重新啟動雷射。Aruni的近戰可以一擊破天井、軟牆開洞，也可以一擊打破防護木板或Castle板。
  - 所屬組織：永夜安港軍事服務公司 （NIGHTHAVEN）
  - 主武器：P10 Roni、Mk 14 EBR
  - 副武器：PRB92
  - 战术装备：倒刺铁丝网、防彈攝影機
  - 代號來自梵語的曙光。

- Thunderbird：本名米娜．斯凱(Mina Sky)，出生於加拿大薩克其萬省納科達領地（英语：Nakoda people）。在美洲原住民納科達族（英语：Nakoda people）的保護區中長大，曾隸屬於加拿大皇家空軍。目前負責山區搜救（英语：Mountain rescue）和駕駛救援直升機，總是鎮定自如並且善於適應環境。其備配「科納站」可部屬於地上，進入科納站的敵我雙方會被治療30血量，治療完成後科納站進入冷卻時間直到準備好下一發治療彈。科納站一次僅能治療一位幹員（即最先進入範圍的幹員），並且能像Doc的裝備一樣讓血量暫時超過最大上限（但會慢慢扣除）或治療起倒地的隊友。
  - 所屬組織：STAR-NET航空
  - 主武器：Spear .308、SPAS-15
  - 副武器：Q-929、Bearing 9
  - 战术装备：衝擊手榴彈（英语：BEANO T-13 grenade）、遥控炸药
  - 代號來自美洲原住民神話中的神獸。

- Thorn：本名布莉安娜．斯凱恩(Brianna Skehan)，出生於愛爾蘭基爾代爾郡。其備配「剃刀散射榴彈」投擲出的剃刀散射榴彈會附著在表面上。能在偵測到附近敵人不久後，自動向四面八方射出一陣尖利刀刃，造成致命傷害。
  - 所屬組織： 愛爾蘭和平衛隊緊急應變單位（英语：Garda Emergency Response Unit）（Garda ERU）
  - 主武器：UZK50GI、M870
  - 副武器：1911 TACOPS、C75 Auto
  - 战术装备：機動護盾、倒刺铁丝网
  - 代號來自英語的刺。

- Azami：本名藤原加奈，出生於日本京都市。曾任職於警視廳警備部警護課（英语：Security Police (Japan)），後成為私人保鑣保護企業家八幡政。其備配「利牙屏障」投擲出後會在著陸點形成一圓形防彈隔板，可被近戰和炸藥破壞。
  - 所屬組織：VIPERSTRIKE (無所屬特種部隊)
  - 主武器：9x19VSN、ACS12
  - 副武器：D-50
  - 战术装备：衝擊手榴彈（英语：BEANO T-13 grenade）、倒刺铁丝网
  - 代號來自日語的薊。

- Solis：本名安娜．瓦倫蒂娜．迪亞茲(Ana Valentina Diaz)，出生於哥倫比亞錫帕基拉。其備配「SPEC-IO」電子感測器可以在使用時感測到距離內敵人使用電子裝置的位置，也可以範圍標記敵方電子裝置的位置給隊友。
  - 所屬組織：哥倫比亞城市反恐特種部隊（英语：Agrupación de Fuerzas Especiales Antiterroristas Urbanas）（AFEAU）
  - 主武器：P90、ITA 12L
  - 副武器：SMG-11
  - 战术装备：衝擊手榴彈、防彈攝影機

- Fenrir：本名艾米爾．斯文森，出生於瑞典烏普薩拉。其配備「戰慄之夜」地雷，部署後需手動啟用，啟用前防彈，啟用後防彈外殼打開，並可以再次關閉。開啟後若敵方靠近時會噴出紫色氣體，所有除Fenrir的幹員的視野會被限縮於3~5公尺。開啟後可被Brava轉化，但無法關閉。
  - 所屬組織：REDHAMMER (無所屬特種部隊)
  - 主武器：MP7、SASG-12
  - 副武器：Bailiff 410 5.7 USG
  - 战术装备：倒刺铁丝网、防彈攝影機

- Tubarao：本名艾薩克·努涅斯·奧利維拉，出生於葡萄牙蓬塔德爾加達。配備「液氮罐」為可投擲裝置，可減緩敵人的速度，還能凍結裝置來中斷部署，讓裝置無法使用，當敵人走在結冰區域時甚至還會留下腳印。
  - 所屬組織：葡萄牙海軍特別行動隊（英语：Special Actions Detachment）（DAE）
  - 主武器：MPX衝鋒槍、AR-15.50突擊步槍
  - 副武器：P226 Mk25手槍
  - 战术装备：遙控炸藥、感應警報器